# Whitehorse
Whitehorse – miasto w północno-zachodniej Kanadzie, stolica terytorium Jukon, położona nad rzeką Jukon.
Jest to największe miasto północnej Kanady. Ośrodek usługowy dla rozległego regionu górniczego i wyrębu lasów. Największy węzeł komunikacyjny regionu i ośrodek turystyczny. W okolicach miasta ulokowano międzynarodowy port lotniczy.
Miasto zostało założone w czasie tzw. gorączki złota. Prawa miejskie otrzymało w 1950 roku. W 1952 roku ustanowiono je stolicą Jukonu. W okolicach i w samym mieście warto zwiedzić kanion Miles, muzeum MacBride, Yukon Gardens i Takhini Hot Springs.
Liczba mieszkańców Whitehorse wynosi 20 461. Język angielski jest językiem ojczystym dla 86,4%, francuski dla 3,9% mieszkańców (2006).
Miasto jest siedzibą rzymskokatolickiej diecezji Whitehorse.

## Galeria

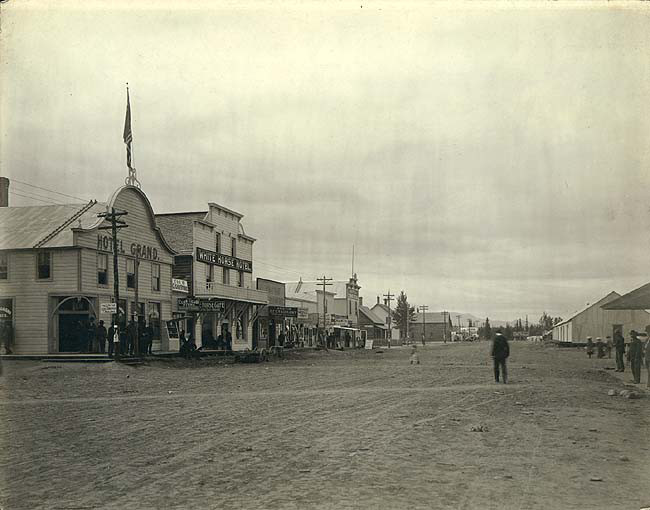
Whitehorse w 1900 roku
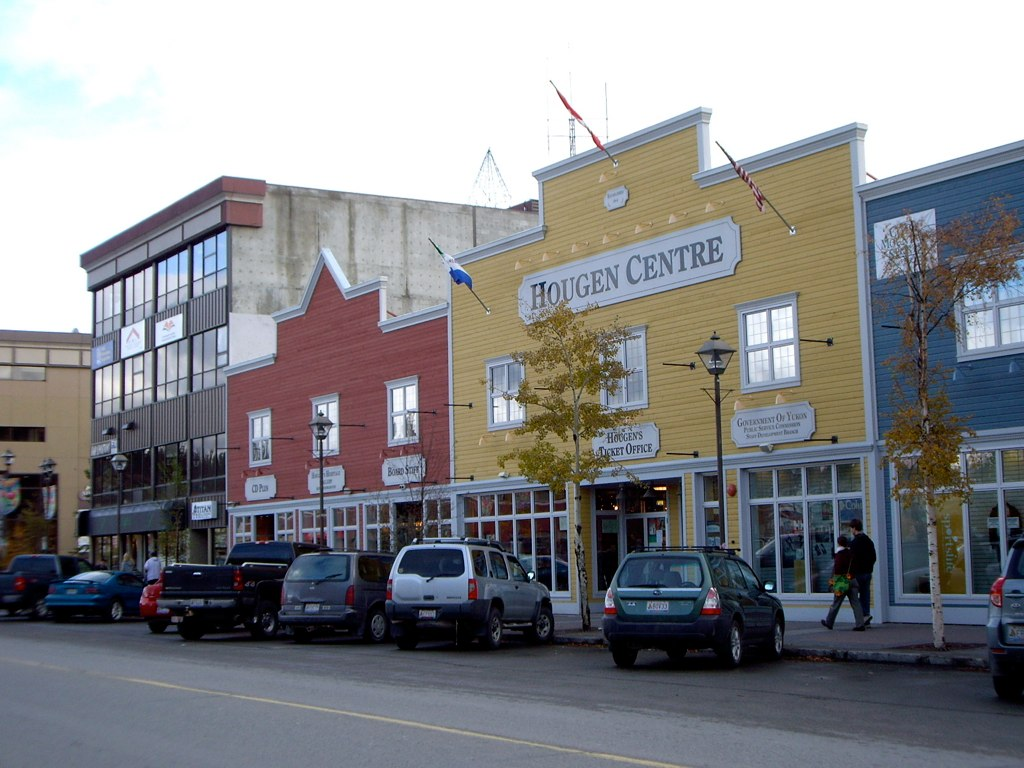
Main Street w centrum Whitehorse